# Maïa Kristalinskaïa
Maya Vladimirovna Kristalinskaya (en russe : Ма́йя Влади́мировна Кристали́нская), née le 24 février 1932 à Moscou, et morte le 19 juin 1985 à Moscou, est une chanteuse soviétique.

## Biographie
En 1957, Maya Kristalinskaya devient lauréate du VIe Festival mondial de la jeunesse et des étudiants de Moscou, où elle se produit avec l'ensemble amateur Premiers pas, sous la direction de Yuri Saulsky. Elle a reçu le titre d'artiste émérite de la RSFSR en 1974. Elle a travaillé avec les orchestres de jazz d'Eddie Rosner et Oleg Lundstrem.
Maya Kristalinskaya meurt le 19 juin 1985 d'un lymphome de Hodgkin. Elle est inhumée au cimetière Donskoï.